# Extragear
Extragear è una collezione di applicazioni per l'ambiente desktop KDE, che vengono sviluppate in associazione con KDE. Queste applicazioni non fanno parte della distribuzione principale di KDE per vari motivi, ma fanno comunque parte del progetto stesso di KDE. Questo le rende più visibili ai traduttori ed ai volontari che si occupano della documentazione.
Fra i motivi per cui i programmi non fanno parte dei moduli principali di KDE ci sono, fra gli altri:
- un'applicazione ha le stesse funzionalità di un'altra già parte dei moduli principali
- un'applicazione è specializzata per un solo tipo di funzionalità, come KSMSSend
- un'applicazione è sviluppata con ritmi che non coincidono con la pianificazione delle release di KDE

I responsabili delle applicazioni in Extragear possono decidere di distribuire nuove versioni indipendentemente da KDE.

## Lista di applicazioni in Extragear
Questa è una lista parziale di applicazioni attualmente presenti in KDE Extragear.
- Amarok, lettore multimediale
- digikam, un'applicazione per gestire le foto digitali
- Filelight, un analizzatore grafico dello spazio libero
- Fraqtive, un generatore di frattali
- K3b, un'applicazione per masterizzare CD e DVD
- Kaffeine, un media player e DVB player
- kdetv, un programma per vedere le trasmissioni televisive sul desktop
- KimDaba, K Image Database
- Kile, un editor LaTeX
- KMLDonkey, un frontend per MLDonkey (programma P2P)
- Konversation, un client grafico IRC
- KPhotoAlbum, un organizzatore di immagini e video
- KRecipe, un ricettario per KDE
- KTorrent, un client BitTorrent
- Rekonq, un web browser